# Nußdorf am Attersee
Nußdorf am Attersee is een gemeente in de Oostenrijkse deelstaat Opper-Oostenrijk, gelegen in het district Vöcklabruck. De gemeente heeft ongeveer 1100 inwoners.

## Geografie
Nußdorf am Attersee heeft een oppervlakte van 27 km². De gemeente ligt in het zuidwesten van de deelstaat Opper-Oostenrijk. Het ligt ten noordoosten van de deelstaat Salzburg en ten zuiden van de grens met Duitsland.
- Gemeinsame Normdatei: 4410339-6
- Virtual International Authority File: 238105815